# Drosophila carbonaria
Drosophila carbonaria är en tvåvingeart som beskrevs av John Thomas Patterson och William Morton Wheeler 1942. 
Drosophila carbonaria ingår i släktet Drosophila och familjen daggflugor. Arten ingår som enda art i artgruppen Drosophila carbonaria som ingår i undersläktet Drosophila. Arten är känd från delstaterna Arizona, Texas och Hawaii i USA.